# 4392 Agita
4392 Agita è un asteroide della fascia principale. Scoperto nel 1978, presenta un'orbita caratterizzata da un semiasse maggiore pari a 2,3076710 UA e da un'eccentricità di 0,1239087, inclinata di 5,88668° rispetto all'eclittica.